# 2014 في أوكرانيا
فيما يلي قوائم الأحداث التي وقعت خلال عام 2014 في أوكرانيا.

## أحداث
- 25 مايو – الانتخابات الرئاسية الأوكرانية 2014
- 6 أبريل – الحرب في دونباس
- 17 يوليو – الخطوط الجوية الماليزية الرحلة 17
- 18 فبراير – الثورة الأوكرانية 2014
- 16 مارس – استفتاء القرم 2014

## سياسة

### تعيين في المنصب
- 28 يناير – سيرغي أربوزوف رئيس وزراء أوكرانيا.
- 22 فبراير – ألكساندر تورتشينوف رئيس المجلس الأعلى الأوكراني [الإنجليزية]‏، قائمة رؤساء أوكرانيا،نائب الشعب الأوكراني [الإنجليزية]‏.
- 27 فبراير – أرسيني ياتسينيوك رئيس وزراء أوكرانيا،نائب الشعب الأوكراني [الإنجليزية]‏.
- 5 يونيو – فيتالي كليتشكو عمدة كييف [الإنجليزية]‏.
- 7 يونيو – بترو بوروشنكو قائمة رؤساء أوكرانيا.
- 27 نوفمبر – دميترو ياروش نائب الشعب الأوكراني [الإنجليزية]‏.
- 27 نوفمبر – زلاتا أونيفيتش نائب الشعب الأوكراني [الإنجليزية]‏.
- 27 نوفمبر – فاديم رابينوفيتش نائب الشعب الأوكراني [الإنجليزية]‏.
- 27 نوفمبر – فولوديمير غرويسمان رئيس المجلس الأعلى الأوكراني [الإنجليزية]‏، نائب الشعب الأوكراني [الإنجليزية]‏.
- 27 نوفمبر – فولوديمير ليتفين نائب الشعب الأوكراني [الإنجليزية]‏.
- 27 نوفمبر – فيكتور كريفينكو نائب الشعب الأوكراني [الإنجليزية]‏.
- 27 نوفمبر – ليليا هرينيفيش نائب الشعب الأوكراني [الإنجليزية]‏.
- 27 نوفمبر – ليودميلا دينيسوفا نائب الشعب الأوكراني [الإنجليزية]‏.
- 27 نوفمبر – مصطفى دزيمليف نائب الشعب الأوكراني [الإنجليزية]‏.
- 27 نوفمبر – ناديجدا سافتشينكو نائب الشعب الأوكراني [الإنجليزية]‏.
- 27 نوفمبر – يوري وتسينكو نائب الشعب الأوكراني [الإنجليزية]‏.
- 27 نوفمبر – يوليا تيموشينكو نائب الشعب الأوكراني [الإنجليزية]‏.

### انتهاء فترة المنصب
- 28 يناير – ميكولا أزاروف رئيس وزراء أوكرانيا.
- 22 فبراير – سيرغي أربوزوف رئيس وزراء أوكرانيا،رئيس وزراء أوكرانيا.
- 22 فبراير – فيكتور يانوكوفيتش قائمة رؤساء أوكرانيا.
- 27 فبراير – فولوديمير غرويسمان city head  [لغات أخرى]‏.
- 28 فبراير – أرسيني ياتسينيوك نائب الشعب الأوكراني [الإنجليزية]‏،نائب الشعب الأوكراني [الإنجليزية]‏.
- 17 مارس – ليودميلا دينيسوفا نائب الشعب الأوكراني [الإنجليزية]‏.
- 3 يونيو – بترو بوروشنكو نائب الشعب الأوكراني [الإنجليزية]‏.
- 5 يونيو – فيتالي كليتشكو نائب الشعب الأوكراني [الإنجليزية]‏.
- 7 يونيو – ألكساندر تورتشينوف قائمة رؤساء أوكرانيا،نائب الشعب الأوكراني [الإنجليزية]‏.
- 27 نوفمبر – ألكسندر فولكوف نائب الشعب الأوكراني [الإنجليزية]‏.
- 27 نوفمبر – اوليه تيانيبوك نائب الشعب الأوكراني [الإنجليزية]‏.
- 27 نوفمبر – فولوديمير ليتفين نائب الشعب الأوكراني [الإنجليزية]‏.
- 27 نوفمبر – ليليا هرينيفيش نائب الشعب الأوكراني [الإنجليزية]‏.
- 27 نوفمبر – مصطفى دزيمليف نائب الشعب الأوكراني [الإنجليزية]‏.

## وفيات

### مايو
- 4 مايو – إيلينا بالتاتشا (مواليد 1983) لاعبة كرة مضرب من المملكة المتحدة.

### يونيو
- 1 يونيو – فالنتين مانكين (مواليد 1938) رياضي أوكراني.

### أغسطس
- 9 أغسطس – أندري بال (مواليد 1958) لاعب كرة قدم أوكراني.
- 24 أغسطس – ليونيد ستدانيك (مواليد 1970)

### سبتمبر
- 17 سبتمبر – أندريه غوسين (مواليد 1972) لاعب كرة قدم أوكراني.

### نوفمبر
- 12 نوفمبر – فكتور سيربريانيكوف (مواليد 1940) لاعب كرة قدم أوكراني.